# 沙耶之歌
《沙耶之歌》是Nitro+游戏制作公司于2003年12月26日发售，具有恐怖要素的十八禁視覺小說。高畫質重製版計劃于2019年8月13日登陸Steam平臺，采用全新遊戲引擎。雖然遊戲內並無明確點出，但當中黑暗詭異的氣氛富有洛夫克拉夫特風格。而開發公司Nitro+亦以愛於作品混入克蘇魯神話相關題材而聞名。
沙耶之歌的故事與手塚治虫創作的漫畫《火鳥》的《復活篇》在背景设定上有一些相似之處，而遊戲主角某段對白亦有間接地提及火鳥，但兩者在故事上没有太多相似度，《火鸟》可能是其灵感来源之一。

## 故事简介
郁纪的大脑经过外科手术后，通过他的视角所看到人或物都是变形扭曲的，唯一能在现实中看到的“人类美少女”就是“沙耶”，而她实际是一个异形生物。通过郁纪的视角，玩家所看到的是一个充满着血肉、黏液、腐烂和异臭的世界，而当视角切换第三人稱的时候，却是跟平常生活的世界没有任何区别的世界，就是说在现实中的美丽东西在非现实中就是丑陋的东西，反过来亦然。整个游戏的剧情叙述模式都是围绕着这种来回切换“现实”与“非现实”的不同视角，让玩家更能感受剧情。而现实中不可能发生的爱情，却在这种设定之下变得可能，主要故事内容就是叙述这二个不同种族之间的纯粹却又另类的爱情故事。

## 分支选项

### 第一个选项前剧情
医大生匂坂郁紀遭遇一起严重的交通事故，失去了雙親，自己也受到重傷。经过一起實驗性質的脑外科手术后，郁紀苏醒了过来，但他发现原本熟悉的世界变了样。他所看到所有物体都是血和肉组成的，人们看上去就是会移动的肉块，而人们的话语变成像怪兽一样嘶哑的声音。连平常的食物吃起来都非常恶心。
正当他躺在病床上对这个世界绝望的时候，他遇到唯一一个看上去正常的人类，谜一样的少女“沙耶”。她是為寻找她的父亲而来到这个医院的。经过几次的见面以后，郁紀已经觉得她是唯一一个可以让他忍受活在这个世界上的理由，而邀请她在自己出院後到自己家里一起生活，并承诺帮助沙耶寻找父亲。她同意了他的邀请。
一直对郁紀有好感的瑶看到郁紀的异常举动，专程和郁紀單獨谈话。可这些关心的话语在郁紀听来全是恶心的声音。郁紀想和瑶断绝来往并朝她发火，瑶对此十分伤心。青海看到这种局面，决定和郁紀谈谈，当走进郁紀家中，看到沙耶之后吓坏了，随后成为沙耶的食物，郁紀回家后，看到沙耶在吃着什么，試著嚐了一些後发现这些“食物”很美味，沙耶明白郁紀喜欢吃与自己相同的食物，欣喜不已。
沙耶拥有改造生物体的能力，她希望通过这种方式帮助郁紀。她改造了郁紀邻居家的男主人的大脑，使他的感官世界与郁紀一样都是肉块。惊恐不已的他杀死了自己的妻儿。当看见美少女形态的沙耶之后，竟兽性大发，对沙耶施行强暴。郁紀這時剛好回家，看见这情景，怒杀邻居。沙耶告诉郁紀自己改造生物体的能力，询问郁紀是否希望回到正常的生活。

### 选项：回到正常生活到相应结局
沙耶得知郁纪真心想回到原来的生活后，将郁纪的大脑再改造。第二天，郁纪醒来，发现自己的感官恢复正常，但却再也找不到沙耶。之后警察发现了邻居家三人和青海的尸体，于是以杀害四人的罪嫌将郁纪抓捕，在听完郁紀的解释后，警方将其送到了精神病院。在监狱中的郁纪回想着与沙耶的一切，到了某个深夜，监房门外传来“某些东西”爬行着的声音。郁纪知道那是沙耶。但郁紀只是听见外面怪异的声音，因为监房门所隔，郁纪也无法看到外面沙耶的样子。在他们会见的时间里，从门缝处，沙耶伸入一部手机，通过手机交流：“现在你一定认不出我的声音了……”“没关系，我只想再听到你的声音，再见到你。”郁纪回答。 “我已经不是你记忆中的沙耶了，请原谅我……”，看到这个，郁纪没有开口，只是微笑着把“我爱你”键入手机，递回去。门外，沙耶无声的哭泣。沙耶决定了要独自去寻找她的“父亲”，离开了。而郁纪在监房里面，一直等待着沙耶回来。

### 選項：已經不需要回頭了
郁纪因為深愛沙耶，決定徹底放棄與這個世界的連結，他們冷靜地處理鄰居一家與青海的屍體，並決心一同對抗這個世界。另一方面，好友耕司和瑤查覺郁纪的異樣行為，分別採取行動，耕司與涼子醫生見面調查情報，並交換了電話號碼，然後暗中調查著郁纪，同時瑤被沙耶利用青海的手機引誘到郁纪家裡，然後被沙耶抓住。耕司被郁紀以調查的原因要求一起到奧涯教授的別墅，正當耕司發現不對欲打電話警告瑤時，卻聽到沙耶對瑤進行生物改造的聲音，此時郁纪突然毫不留情把他推入冰冷的井底，並嘲笑耕司一番後獨自離去。郁纪回到家中，沙耶開心的說著有禮物要送給他，看到的是他過去認識的瑤，當然事實上是被沙耶改造成怪物，精神也早已崩壞，成為郁紀與沙耶的寵物。耕司在井裡待了一天後被前來調查的涼子醫生救起，同時找到奧涯教授的地下研究室入口，在那裏發現了大量資料以及奧涯教授自殺後的屍體。一番調查過後，涼子警告耕司若繼續插手此事會有危險，建議他就此打住不管，但耕司堅持要查明事情真相，涼子無奈之下將奧涯教授用來自殺的手槍與四發子彈交給他防身。此時耕司尚抱持著一絲希望，離開別墅後再度打電話給郁纪，然而郁纪只是冷冷回答出青海可能被他吃下的事情。感到絕望的耕司駕車來到郁纪家，發現那裡早已人去樓空，而冰箱內的屍體，被他認出是摯愛女友青海的手。在這絕望與瘋狂下，耕司拿出了手提電話，決定聯絡一個人。

### 選項：打電話給郁纪的結局
耕司決定獨自一人與郁纪決鬥，而郁纪已經設計了陷阱並購置武器。此時沙耶告訴他，自己有一項改造整個星球的能力──其實正是繁殖，也是沙耶來到這世界的目的。耕司在尋找郁纪藏身地時數度身中陷阱，被迫消耗體力，他遇到一個由扭曲肉塊構成的怪物，從聲音和行為他能感覺那「曾經是」瑤。瑤打算向耕司求助，耕司卻在極度恐慌下拿出涼子交給他的手槍對瑤開槍，並用盡了子彈，最後用隨手抓到的鐵棒打死了瑤，此時郁纪出現了。決鬥中雖然耕司成功打斷郁纪幾根肋骨，卻終究不敵沙耶的突襲，成為了沙耶的食物。郁纪和沙耶把耕司解決掉後，安心的抱在一起，此時沙耶的身體產生異變，即將開始繁殖，沙耶把花朵滿綻的世界做為禮物送給郁纪，就這樣羽化消失。回到涼子的視角，人群和街道都漸漸被腐爛肉塊及鮮血給感染（對郁紀來說卻是一個無比美麗的世界），同樣已被感染的她研究完了奧涯的手記，看到奧涯最後為沙耶獻上的祝福，希望沙耶最終能得到愛情並重拾繁殖的慾望。這是本遊戲唯一會播放形象主題曲「沙耶之歌」的結局，廣泛也被認為是好結局（雖然遊戲字幕是bad end）。

### 選項：打電話給涼子的結局
耕司決定打電話給涼子，並相約見面一同討論對抗郁紀與沙耶的戰術。耕司與隱藏在後車廂的涼子一同駕車前往郁紀的藏身地，耕司首先遇到的是被改造後的瑤，並解決了她（與另一結局過程相同），就在耕司與郁紀最終決戰的時候，涼子突然現身，沙耶撲向涼子，這時涼子則拿出預先備好的液態氮交給耕司破壞沙耶的肉體，涼子打算開槍了結沙耶，手上的獵槍卻卡彈了，此時郁纪把握機會使用斧頭朝涼子猛劈，身受致命傷的涼子用重新裝填後的獵槍給沙耶最後一擊後死去。郁纪很快發現沙耶已經無法救治，他唯一值得生存在這世界上的理由也消失了，發狂地用頭猛撞斧頭死去。耕司無力阻止這一切，看到奄奄一息的沙耶爬向已死的郁纪，耕司猛力毆打沙耶，避免這個怪物靠近摯友的屍體，而最後沙耶緊緊抱著郁纪死去。最後，耕司獨自埋葬了郁紀與涼子的屍體，整件事成了懸案，世界也如同什麼都沒發生過的一樣回復正常。作為唯一的存活者，耕司卻不停做著郁紀、青海和瑤的噩夢，還得面對涼子的幻覺，他私下購買了一發子彈，並把它與手槍一起藏在家中。在一個煎熬的夜晚，他又想起了涼子的話：「槍是個好東西，不只可以用來在戰鬥中擊斃敵人，走投無路時還可以讓自己解脫......」這一發子彈，隨時為耕司「救贖」自己而準備著。

## 登场人物

沙耶于游戏中的形象

匂坂郁紀（声優：冰河流）
本作的男主人公。医学院的学生，他遭遇了一次严重的交通意外，为了拯救他的生命，经过一次脑外科手术后，导致他对世界的感知产生了错位。当他对这个疯狂的世界绝望的时候，遇到的一个神秘的女孩“沙耶”，唯一一个在这个疯狂世界中正常人类少女。
沙耶
本作的女主角。郁紀的精神支柱，是一个智力高等的异形生物。在郁紀的眼里，也是本作中，显示出的是一个非常漂亮娇小的美少女。雖然在小説和遊戲中並沒有描述她的原型，但一般認為原型引用自克蘇魯神話中的至高母神莎布·尼古拉絲(黑山羊)和伊斯之偉大種族。
戶尾耕司（聲優：片岡大二郎）
郁紀的朋友。在郁紀遭遇交通事故后，他一直在试图帮助郁紀，使他恢复到以前的正常生活中去。
高畠青海（聲優：海原艾蕾娜）
耕司的女朋友，也是瑤最好的朋友。在郁紀遭遇交通事故后，她非常担心瑤。在看到郁纪对瑶粗鲁言语后，她打算同郁纪谈谈，卻在走进郁纪的家中後遇見沙耶，并遭到沙耶殺害。
津久葉瑤（聲優：矢澤泉）
郁紀的朋友，单恋着郁紀。由于郁紀的意外，她一直担心郁紀，但因為郁紀对她冷漠的态度而伤心。
丹保凉子
郁紀的主治医生，对于身体恢复后进行定期健康检查时的郁纪好像隐藏什么，并且對一直询问医学家奥涯的信息与下落的郁紀感到怀疑。主要目的是消灭沙耶。
鈴見洋祐
居住在郁紀家隔壁的鄰居男主人，職業是畫家，與妻子與女兒一起生活著。對郁紀家的髒亂與傳來的惡臭感到反感，被侵入家中的沙耶改造大腦，使得感官世界變得跟郁紀一樣，殺了妻女後強暴沙耶，而後被郁紀所殺。
奥涯雅彦
某醫學院教授，召喚沙耶來到這世界上，私自使用醫學院的資源對沙耶進行秘密研究，並因此被迫離開醫學院，之後轉移到自己的秘密實驗室繼續研究，完成研究後為了保守沙耶的秘密於地下實驗室自殺而死。

## 制作人员
- 制造总指挥：[8]
- 人物设计、原画：中央東口[9]
- 剧本、脚本：虚淵玄[10]
- 2D图像指导：[11]
- 2D图像：[12][13][14][15]
- 设计工作：yoshiyuki[16]
- 3D图像指导、电影工作：[17]
- 3D图像：[18]
- 3D建模：、Mr.K[20]、難中亭多樂、風漢[21]
- 程序：小山光[22]
- 制作进行：[23]
- 音乐：ZIZZ STUDIO
- 歌：伊藤香奈子

## 音乐CD
| 曲序 | 曲目                        |
| ---- | --------------------------- |
| 1.   | SCHIZOPHRENIA（統合失調症） |
| 2.   | SABBATH（安息日）           |
| 3.   | SEEK（探索）                |
| 4.   | SPOOKY SCAPE（気味の悪い花茎）            |
| 5.   | SONG OF SAYA I（沙耶の唄1）          |
| 6.   | SONG OF SAYA II（沙耶の唄2）         |
| 7.   | SIN（罪）                   |
| 8.   | SUNSET（日没）                  |
| 9.   | SHAPESHIFT（変化）              |
| 10.  | SCARE SHADOW（恐怖の影）            |
| 11.  | SCREAM （叫び）                 |
| 12.  | SAVAGE（野蛮人）                  |
| 13.  | SILENT SORROW（静かな悲しみ）           |
| 14.  | （song of saya）            |
| 15.  | （shoes of the glass）      |